# 12470 Pinotti
12470 Pinotti è un asteroide della fascia principale. Scoperto il 13 gennaio 1997 dall'astrofila Maura Tombelli, dedicato a Roberto Pinotti, scrittore, giornalista e ufologo italiano. presenta un'orbita caratterizzata da un semiasse maggiore pari a 2,2310264 UA e da un'eccentricità di 0,2337907, inclinata di 4,23957° rispetto all'eclittica.